# Avidagos, Navalho e Pereira
Avidagos, Navalho e Pereira (oficialmente: União das Freguesias de Avidagos, Navalho e Pereira) é uma freguesia portuguesa do município de Mirandela, com 33,16 km² de área e 446 habitantes (censo de 2021). A sua densidade populacional é 13,4 hab./km².

## História
Foi criada aquando da reorganização administrativa de 2012/2013,  resultando da agregação das antigas freguesias de Avidagos, Navalho e Pereira.

## Demografia
A população registada nos censos foi:
| Distribuição da População por Grupos Etários | Distribuição da População por Grupos Etários | Distribuição da População por Grupos Etários | Distribuição da População por Grupos Etários | Distribuição da População por Grupos Etários | Distribuição da População por Grupos Etários |
| -------------------------------------------- | -------------------------------------------- | -------------------------------------------- | -------------------------------------------- | -------------------------------------------- | -------------------------------------------- |
| Antes da agregação                           |                                              |                                              |                                              |                                              |                                              |
| Ano                                          | 0-14 anos                                    | 15-24 anos                                   | 25-64 anos                                   | >= 65 anos                                   | Total                                        |
| 2001                                         | 120                                          | 123                                          | 297                                          | 160                                          | 700                                          |
| 2011                                         | 45                                           | 84                                           | 242                                          | 160                                          | 531                                          |
| Após a agregação                             |                                              |                                              |                                              |                                              |                                              |
| Ano                                          | 0-14 anos                                    | 15-24 anos                                   | 25-64 anos                                   | >= 65 anos                                   | Total                                        |
| 2021                                         | 49                                           | 33                                           | 206                                          | 158                                          | 446                                          |

## Povoações
- Avidagos
- Carvalhal
- Navalho
- Palorca
- Pereira